# At 30, I Realized I Had No Gender
At 30, I Realized I Had No Gender (en español: A los 30, me di cuenta de que no tenía género) es un manga autobiográfico japonés del autor Shou Arai (ja), originalmente publicado en 2023.

## Argumento
El manga es una autobiografía de Shou Arai, quien vivió los primeros 30 años de su vida como una mujer, lo que le causaba una profunda incomodidad, hasta que descubrió la transición masculina y que además el mismo era una persona intersexual. Tras esto, para la fecha de publicación del título vivía ahora sí cómodamente con su novio. El manga, aparte de servir como biografía, busca responder también a las preguntas que puedan tener los lectores sobre las vidas de las personas LGBT en Japón.

## Desarrollo
Shou Arai expresó que consideraba obras como la suya de especial importancia debido a que presentaban a personajes trans de una edad más avanzada, en contraste con la representación y visión general, que siempre muestra a los personajes trans como personas jóvenes, y quiso mostrar a los lectores, al igual que en sus otras obras, que las personas trans también podían llevar vidas felices y envejecer. Así mismo, afirmó que su manga no era ni mucho menos una excepción en la larga tradición del formato de representar a personajes LGBT en Japón, pero si que había sido menos común en el pasado que estas historias hubiesen estado contadas por personas queer.

## Recepción
Sophie Layton, escribiendo para Forge Press, alabó la calidez y honestidad del manga, afirmando que este no buscaba aleccionar a los lectores sino simplemente compartir las experiencias intersexuales del propio autor, destacando además lo poco común de este tipo de historias incluso dentro de la literatura LGBT. Así mismo, Layton consideró que el manga era difícil de leer, debido a que no estaba acostumbrada a leer manga.